# Angela Davis
Angela Davis   (Birmingham, 26 de gener de 1944) és una política marxista, activista afroamericana i professora emèrita de Filosofia de la Universitat de Califòrnia.
El 1969 va ser expulsada de la Universitat de Califòrnia, on feia classes de filosofia com a professora auxiliar (havent estat anteriorment alumna de Herbert Marcuse), en descobrir-se la seva afiliació al Partit Comunista dels Estats Units d'Amèrica. Va estar vinculada amb el partit de les Panteres Negres. Involucrada en el cas dels germans Soledad, pel qual va ser acusada d'assassinat i segrest el 1972. Aquest cas va assolir tal repercussió mundial que va impedir-ne la condemna i va ser absolta el 1973.
El 1974 va passar a formar part del Comitè Central del Partit Comunista. El 1976, després de publicar la seva autobiografia, va tornar a l'ensenyament. Anys més tard, el 1984, va presentar candidatura a la vicepresidència del seu país. L'any 2021 va ser investida Doctora Honoris causa per la Universitat Pompeu Fabra.

## Biografia

### Joventut
Angela Davis va néixer a Birmingham, a l'estat d'Alabama, el 26 de gener de 1944, en una època en què les lleis Jim Crow imposaven la segregació racial al sud dels Estats Units d'Amèrica (EUA). El seu pare, graduat en una universitat per a afroamericans a Raleigh (Carolina del Nord), va treballar un temps com a professor d'història en un institut de secundària abans d'adquirir una gasolinera que gestionava personalment. La seva mare es va graduar a la Universitat d'Alabama i era mestra d'escola primària. El lloc on vivia la família era anomenat Dynamite Hill pel gran nombre de cases d'afroamericans dinamitades per l'organització supremacista blanca Ku Klux Klan. Tant la seva mare com el seu pare eren activistes a favor dels drets civils i eren membres de la National Association for the Advancement of Colored People (NAACP), abans que aquesta organització fos prohibida a Birmingham.
Davis va cursar estudis primaris en una escola segregada a Birmingham, emplaçada en unes instal·lacions pitjors que l'escola per a blancs. Als 14 anys, en presentar-se-li diverses opcions per a cursar estudis secundaris va triar traslladar-se a la ciutat de Nova York, gràcies a la beca d'una organització quàquera que oferia la possibilitat a alumnes brillants de la comunitat afroamericana del sud del país d'estudiar en instituts mixtos del nord. Es va matricular en l'institut privat de pedagogia progressista de John Dewey i Elisabeth Irwin, a Greenwich Village.
L'arribada a Nova York va marcar una nova etapa en la seva presa de consciència política. S'allotjava a casa del reverend William Howard Melish, el pastor de la principal església episcopal de Brooklyn als anys 1950, un opositor declarat al maccarthisme i membre de la Soviet-American Friendship Organization («Organització d'amistat americanosoviètica»). Tant ell com la majoria dels professors eren en la llista negra del senador Joseph McCarthy i tenien prohibit d'ensenyar en establiments públics.
A Nova York, Davis va descobrir el socialisme, les experiències utòpiques de Robert Owen i el Manifest Comunista, fet que la va dur a «situar els problemes del poble negre dins el context més ampli del moviment de la classe obrera». Va militar per primera vegada en una organització juvenil marxista-leninista anomenada Advance, que sovintejaven també les seves companyes Margaret Burnham i Mary Lou Patterson. Va conèixer Bettina Aptheker, filla de l'historiador comunista Herbert Aptheker, la casa del qual va acollir reunions de l'organització. Va participar en les manifestacions de suport al Moviment afroamericà pels drets civils que llavors vivia un nou impuls amb una campanya de protesta per mitjà d'assegudes, iniciada el febrer de 1960 a Greensboro.

### Estudis universitaris
El 1962 Davis va obtenir una beca per a cursar estudis de francès a la Universitat Brandeis a Waltham (Massachusetts). Va ser una de les tres úniques estudiants afroamericanes de primer any. Els seus estudis la van portar a descobrir la filosofia existencialista francesa de Jean-Paul Sartre i Albert Camus. El curs universitari va estar marcat per una sèrie de conferències de l'escriptor James Baldwin sobre literatura, durant les quals es va produir la crisi dels míssils de Cuba. Baldwin es va oposar a prosseguir i va decidir de parlar de la crisi en una assemblea general al costat de Herbert Marcuse, al qual Davis va escoltar per primera vegada. Aquell any va tenir diverses feines que li van permetre de pagar-se un viatge a Europa, on va visitar Londres, París, Lausana i Hèlsinki, i va assistir al Festival Mundial de la Joventut i els Estudiants.
La seva carrera incloïa una estada a l'Estat francès. Essent a Biarritz, on va romandre un mes, es va assabentar que quatre noies que coneixia havien estat assassinades en l'explosió de l'Església Baptista de Birmingham el setembre de 1963. Davis va declarar que l'atac no era el resultat d'un comportament racista aïllat, sinó l'expressió de «la rutina quotidiana, sovint monòtona, de l'opressió racista». Després d'un mes a París, va passar l'estiu a Frankfurt, on va assistir a un seminari del filòsof Theodor Adorno. Ja havent tornat a la Universitat Brandeis, va assistir a una sèrie de conferències de Marcuse sobre el pensament polític europeu de la Revolució Francesa ençà. Després de graduar-se, i seguint els seus consells, el 1965 va decidir d'estudiar a la facultat de filosofia de la Universitat Johann Wolfgang Goethe de Frankfurt, a l'Alemanya Occidental.
A Alemanya es va relacionar amb estudiants de la Sozialistischer Deutscher Studentenbund («Unió dels Estudiants Alemanys Socialistes)», va visitar sovint Berlín Est i va participar en manifestacions en contra de la Guerra del Vietnam. Mentrestant als EUA el moviment d'alliberament afroamericà va evolucionant i tendí a radicalitzar-se seguint el moviment conegut com a Black Power. Frustrada per no poder prendre part en l'efervescència militant que regnava al seu país, va decidir de tornar-hi al cap de dos anys.
Va optar per la Universitat de Califòrnia a San Diego, on va ensenyar Marcuse qui havia acceptat de dirigir la seva tesi doctoral, inicialment tutelada per Theodor Adorno. Davis va rebre una gran influència de Herbert Marcuse, especialment de la idea que és un deure de l'individu rebel·lar-se contra el sistema opressor.

### Militància política
El 1967 Davis es va unir al Comitè Coordinador No Violent Estudiantil i al Partit de les Panteres Negres. L'any següent es va involucrar amb el Partit Comunista.
Davis va començar a treballar com a catedràtica de filosofia a la Universitat de Califòrnia a Los Angeles fins al 1970, quan l'FBI va informar al Consell de Regents de Califòrnia que Davis era membre del Partit Comunista i li va rescindir el contracte.

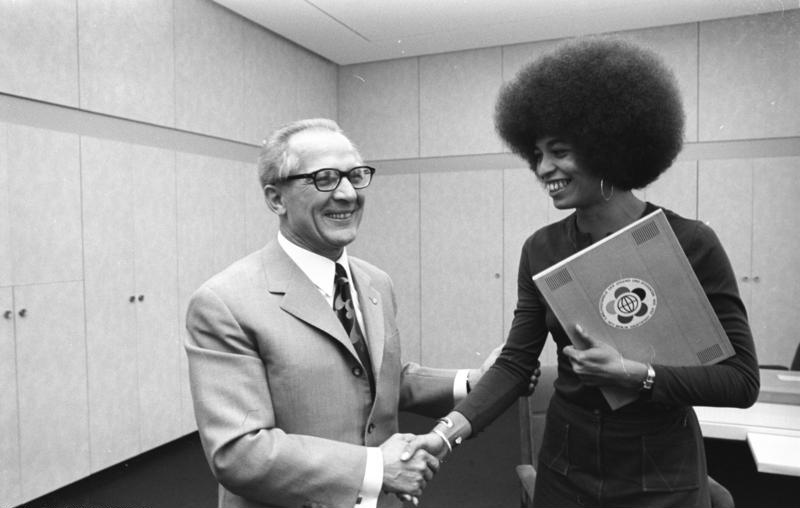
Erich Honecker i Angela Davis a Berlín el 1972

Davis va participar en la campanya per a millorar les condicions a les presons. Es va interessar especialment en el cas de George Jackson i W.L. Nolen, dos afroamericans que van establir una sucursal de les Panteres Negres mentre eren a la presó Soledad a Califòrnia. El 13 de gener de 1970, Nolan i uns altres dos presoners negres van ser assassinats per un dels escarcellers. Uns dies després el jurat del comtat de Monterrey va determinar que el guarda havia comès un «homicidi justificable».
Quan després un guarda va ser trobat mort, Jackson i dos presoners més, John Cluchette i Fleeta Drumgo van ser acusats. Es va argumentar que Jackson cercava de venjar-se de la mort del seu amic W.L. Nolen.
El 7 d'agost de 1970, el germà de George Jackson, Jonathan, de 17 anys, va irrompre a la cort del comtat de Marin (Califòrnia) amb una metralladora i després de prendre com a ostatge el jutge Harold Haley, va demandar que George Jackson, John Cluchette i Fleeta Drumgo fossin alliberats. Jonathan Jackson va ser ferit de bala i mort quan s'allunyava de la cort en automòbil.
En els mesos següents, Jackson va publicar dos llibres, Letters from Prison i Soledad Brother. El 21 d'agost de 1971, George Jackson va ser metrallat al pati de la Presó Estatal de San Quentin. Portava una pistola automàtica 9 mm i els oficials van dir que provava d'escapar-se. També es va afirmar que l'arma havia estat introduïda de contraban a la presó per Davis.

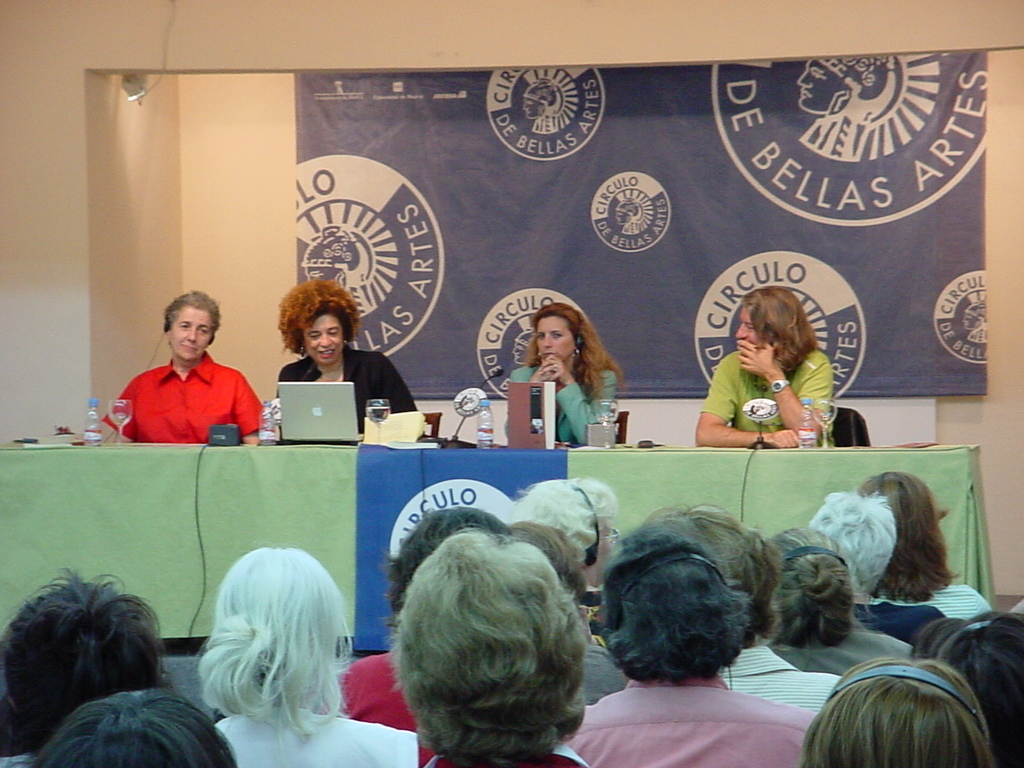
Davis en l presentació del llibre Dona, gènere i raça al Círculo de Bellas Artes (2005)

Davis va fugir i l'FBI la va declarar una de les «criminals més buscades». Va ser arrestada dos mesos després en un motel novaiorquès, però en el judici va ser absolta de tots els càrrecs. Tanmateix, a causa de les seves activitats de militància, el governador de Califòrnia, Ronald Reagan, va demanar que no se li permetés de fer classes en cap de les universitats estatals.
Davis va treballar com a conferenciant d'estudis afroamericans al Col·legi de Claremont, de 1975 a 1977, abans de convertir-se en catedràtica en Estudis d'Ètnia i de la Dona a la Universitat Estatal de San Francisco. El 1977-78 se li va atorgar el Premi Lenin de la Pau entre els pobles i Davis va visitar la Unió Soviètica el 1979, on va rebre el premi i va fer de professora honorària a la Universitat Estatal de Moscou. A començament dels anys 1990 Davis va tornar a la Universitat de Califòrnia, on va impartir cursos al campus de Santa Cruz. El 1980 i el 1984, Davis es va presentar a les eleccions presidencials estatunidenques com a vicepresidenta del candidat comunista Gus Hall.
En el número de febrer de 1997 de la revista gai Out es va declarar públicament lesbiana. El 2006 va ser guardonada amb el premi Thomas Merton, en reconeixement de la seva lluita per la justícia als EUA i al món.

## Pensament
| « | Radical només vol dir anar a l'arrel de les coses. | » |

### Feminismes
Angela Davis convida a portar el feminisme a les dones de classe obrera, a les negres, a les trans, a les pobres i indigents, en definitiva, a les oblidades, perquè no s'ha generat un espai polític prou ampli per relatar la vida d'aquestes dones excloses de la història universal. Davis defèn la interseccionalitat teoritzada per Kimberlé Williams Crenshaw.
A més, segons Davis, hi ha una falsa concepció del feminisme compost per dones que poden tocar el «sostre de vidre» i veure els seus privilegis, però que són capaces de segregar i explotar laboralment altres dones. Així es posiciona contra l'statu quo i les modes del feminisme tradicional que no han avançat gaire des dels anys 1970 i que, com afirma Silvia Federici, encara no és prou forta i no s'ha configurat una veritable subjectivitat lliure sobre el seu significat ja que segueixen essent en la seva majoria dones les discriminades, les dedicades a la cura, a la neteja i a la llar.

### Presons, la continuació de l'esclavatge
A l'hora dels mecanismes d'opressió contemporanis, Davis ha denunciat el sistema de presons, la seva funció ideològica i ha proposat la seva possible substitució per altres mesures socials. Ha analitzat les polítiques de la guerra contra el terrorisme, vinculades a l'existència de presons fora de la llei així com l'existència d'un complex industrial penitenciari. Històricament, l'autora ha vist una continuïtat entre l'esclavatge i el sistema penitenciari estatunidenc: el 1865 es va declarar abolida legalment l'economia esclavista, però se seguien permetent relacions esclavistes com a càstigs per un delicte. L'anomenat «arrendament de convictes» va ser un dels fenòmens característics d'aquest esclavatge vinculat al sistema penal, intensificat per l'establiment dels anomenats «codis negres», on l'absentisme en el treball o la possessió d'armes passaven a ser afers penals només per a la població negra.
Tanmateix, Davis ha abordat el funcionament del complex industrial penitenciari, regit per ideologies racistes i per la recerca de beneficis atès que corporacions de tot tipus participen en el negoci de les presons. A la vegada, l'autora desconnecta les fluctuacions dels nivells de criminalitat i de la població reclusa car l'augment d'aquesta comunitat resulta interessant en alguns sectors perquè exercirà de mà d'obra: «El projecte de construcció massiva de presons que va començar en la dècada del 1980 va crear el mitjà per concentrar i gestionar el que el sistema capitalista havia declarat tàcitament un excedent humà». Aquest excedent humà està racialitzat perquè el sistema de presons es fonamenta en estructures racistes (les mateixes lleis, el sistema judicial, la policia) que criminalitzen els més pobres. Amb tot, Davis ens recorda que les nocions de classe i raça no poden deslligar-se i s'han d'abordar connectades a l'hora d'afrontar qualsevol lluita.
| «               | Les presons no fan desaparèixer els problemes socials, fan desaparèixer persones. No tenir casa, l'atur, l'addicció a les drogues, les malalties mentals i l'analfabetisme són alguns dels problemes que desapareixen de la vista pública quan les persones a qui els passa queden relegades a les gàbies. | » |
| — Angela Davis, | |   |

## Homenatges

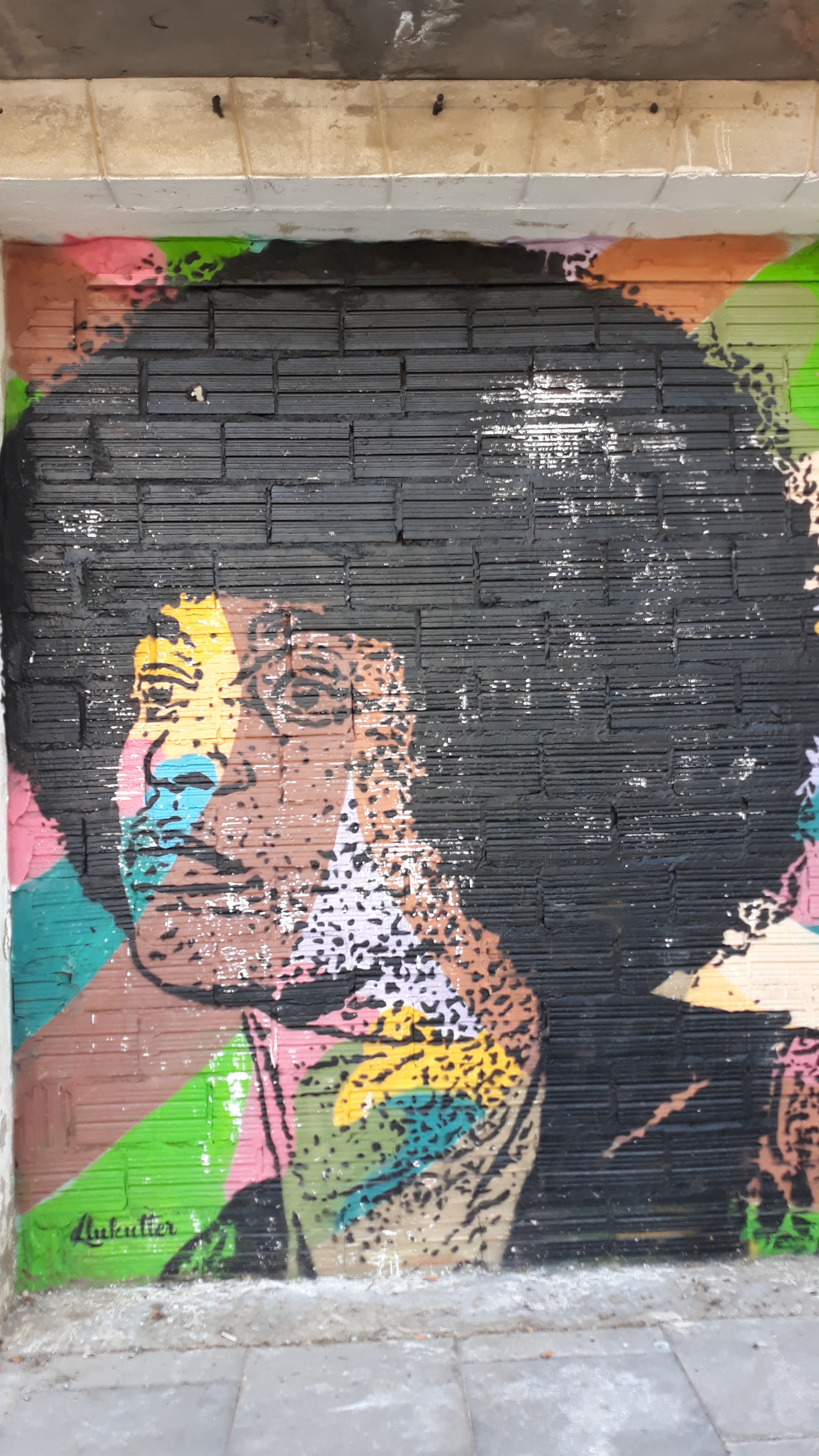
Mural dedicat a Davis a la plaça del Dipòsit de Lleida, obra de Llukutter.

El 1971, Pablo Milanés va compondre per a ella «Canción para Angela Davis». El 1972, The Rolling Stones, al seu disc doble Exile On Main St, li van dedicar la cançó «Sweet Black Angel». El mateix any, John Lennon i Yoko Ono li van donar suport amb la cançó «Angela» del seu àlbum Some Time in New York City. El 1974, Maria-Aurèlia Capmany va escriure un relat de ficció, «Àngela i els vuit mil policies», inspirat en ella. El 2010, el cantant Yannick Noah també li va dedicar una cançó, «Angela». L'artista Shepard Fairey la va representar en algunes de les seves obres gràfiques. El grup català Eina va dedicar la cançó «La planificació d'un setge» a diverses marxistes, entre les quals Angela Davis.

## Obra publicada
- If They Come in the Morning: Voices of Resistance (1971) ISBN 0-451-04999-3
- Angela Davis: An Autobiography (1974) ISBN 0-7178-0667-7
- Women, Race and Class (1981), ISBN 0-394-71351-6.
- Women, Culture, and Politics (1989) ISBN 0-679-72487-7
- Blues Legacies and Black Feminism (1999) ISBN 0-679-77126-3
- Are Prisons Obsolete? (2003) ISBN 1-58322-581-1
- Abolition Democracy: Beyond Prisons, Torture, and Empire (2005) ISBN 1-58322-695-8

### Traduccions al català
- Podem abolir les presons?. Tigre de Paper, 2020. ISBN 978-84-16855-65-0.[33]
- Dones, raça i classe. Tigre de Paper, 2022. ISBN 978-84-18705-36-6
- Autobiografia. Tigre de Paper, 2023. ISBN 978-84-18705-58-8
- Abolició. Polítiques, pràctiques, promeses.  Tigre de Paper, 2025. ISBN 978-84-18705-93-9.